# ایرانق
ایرانق یکی از روستاهای استان آذربایجان شرقی است که در دهستان شبلی بخش مرکزی شهرستان بستان‌آباد واقع شده‌است.این روستا ۳۹۱۶ نفر جمعیت دارد.

## موقعیت جغرافیایی
روستای ایرانق در دامنه رشته کوه سهند در استان آذربایجان شرقی قرار دارد.این روستا هر چند از نظر تقسیمات کشوری جزء شهرستان بستان آباد است اما از نظر مسافت بعد از پلیس راه و روستای سعید آباد در بیست کیلومتری جاده تبریز- تهران واقع در جاده فرعی پیست اسکی سهند  تبریز واقع شده است که با پیست اسکی حدود هفت کیلومتر فاصله دارد.
یکی از بزرگترین روستاهای شهرستان بستان آباد با حدود ۲۷۰۰ نفر جمعیت و با نزدیک ۶۰۰ خانوار یکی از قطبهای تولید پنیر معروف تبریز است.

## ویژگی ها
وجود چندین هزار راس گوسفند نژاد قزل در این روستا که از نژاد قزل هستند و در مراتع سرسبز و غنی دامنه سهند چرا میکنند، همه ساله چندین تن پنیر خوشمزه تبریز تولید می کنند. هر چند پنیر تبریز بیشتر به روستای لیقوان معروف است اما این روستا و دو روستای متنق و ثمرخزان هم بعلت نزدیکی به روستای لیقوان از نظر موقعیت در یک نوار قراردارند . علت مرغوبیت پنیر لیقوان و کلاً تبریز بخاطر تنوع علوفه های دامنه رشته کوه سهندی است که باعث طعم خاصی در شیر و در نتیجه در پنیر این ناحیه می گردد بطوری که در جشنواره پنیر که چند سال قبل در تبریز برگزار شد پنیر ایرانق و متنق رتبه دوم بهترین پنیر کشور را بدست آورد. روستای ایرانق همچنین بدلیل آب و هوای خاص، خنک و تمیز در فصل تابستان پذیرای گردشگران زیادی است که در مناطق توریستی اطراف روستا اتراق می کنند و همچنین دره بسیار زیبا و طویلی در اطراف روستا دارد که بسیار زیبا و دیدنی است.اخیرا تلاشهای زیادی از طرف میراث فرهنگی و گردشگری استان برای تبدیل این روستا به یکی از قطبهای گردشگری بعمل آمده است.